# Hangasjärvi (sjö i Kuusamo, Norra Österbotten, Finland)
Hangasjärvi eller Hongasjärvi är en sjö i Finland. Den ligger i kommunen Kuusamo i landskapet Norra Österbotten, i den nordöstra delen av landet, 700 km norr om huvudstaden Helsingfors. Hangasjärvi ligger 264,6 meter över havet. Den är 11,81 meter djup. Arean är 60,7 hektar och strandlinjen är 4,38 kilometer lång. Sjön  ingår i Koundaälvens huvudavrinningsområde. 